# Closer (Christopher-album)
 For alternative betydninger, se Closer. (Se også artikler, som begynder med Closer)
Closer er det tredje studiealbum af den danske sanger og sangskriver Christopher, der udkom den 15. april 2016 Parlophone.
På albummet har Christopher fortsat samarbejdet fra Told You So (2014) med producerne Frederik og Fridolin Nordsø, ligesom Brandon Beal har været med til at skrive flere af albummets numre. Christopher har dels skrevet sangene på en akustisk guitar, og har rejst til Sverige og USA for at samarbejde med internationale sangskrivere. Albummets titel refererer ifølge Christopher til, at Closer er hans mest personlige plade til dato: "Det man hører på Closer, er mine historier. Det er her, jeg er nu. De nye sange er fulde af mod på livet, og det er sange, som er vigtige for mig. Albummets titel, Closer, hænger sammen med den udvikling, jeg har været igennem. Jeg er kommet tættere på mig selv og tættere på, hvor jeg gerne vil hen med min musik. " Christopher udtalte i januar 2016 at den norske dj Matoma ville medvirke på en sang, men endte med ikke at komme på albummet. Den omtalte sang, "Take Me Back" udkom i stedet den 29. juli 2016 som selvstændig single.
Closer debuterede på hitlisten som nummer ét, med en salgs-score på 2351. I august 2016 modtog albummet guld for 10.000 enheder.
Albummet blev mødt med blandede til negative anmeldelser, bl.a fik albummet 2/6 stjerner af Ekstrabladets musikanmelder, 3/6 af Ekstrabladets læsere og 3/6 stjerner af Gaffa.

## Singler
Albummets første single "Tulips" udkom den 6. august 2015. Sangens titel er en omskrivning af "two lips" ("to læber"), og handler ifølge Christopher om at sige undskyld til sin kæreste: "Man kan sige undskyld på mange måder, med kys, med blomster eller noget helt tredje." I sangen synger Christopher bl.a. "I wanna kiss your tulips", hvilket ifølge flere medier refererer til cunnilingus.
"Limousine" udkom som albummets anden single den 29. januar 2016. På sangen medvirker den norske rapduo Madcon. Ifølge Christopher er sangen inspireret af universet fra filmen The Great Gatsby (2013), og handler om "en kvinde, der er en beauty queen og kan få lige, hvem og hvad hun vil, og måske er lidt en gold digger."
Tredje single fra Closer, "I Won't Let You Down" udkom den 1. april 2016. Den amerikanske sangerinde Rebecca Johnson medvirker på sangen under kunstnernavnet Bekuh Boom. Sangen handler ifølge Christopher om, "at ville gå gennem ild og vand for en pige, og om aldrig at ville skuffe hende. At man er der, lige meget hvad der sker. Selvom hun måske har haft en dårlig oplevelse før, kan hun stole på mig."
"Heartbeat" udkom som albummets fjerde single i Asien den 16. september 2016. Sangen handler ifølge Christopher om "hvordan det føles at være mig" og "følelsen af at være bange for at miste alt det, man har".

## Spor
| #   | Titel                                                | Sangskriver(e)                                                                   | Producer(e)                     | Længde |
| --- | ---------------------------------------------------- | -------------------------------------------------------------------------------- | ------------------------------- | ------ |
| 1.  | "Tulips"                                             | Christopher Lund Nissen Clarence Coffee Jr. Frederik Nordsø Fridolin Nordsø      | Frederik Nordsø Fridolin Nordsø | 3:26   |
| 2.  | "Limousine" (featuring Madcon)                       | Nissen Coffee Jr. Frederik Nordsø Fridolin Nordsø Tshawe Baqwa Yosef Woldemariam | Frederik Nordsø Fridolin Nordsø | 3:34   |
| 3.  | "I Won't Let You Down" (featuring Bekuh Boom)        | Nissen Brandon O'Bryant Beal Henrik Bryld Wolsing Rebecca Johnson                | Hennedub                        | 3:40   |
| 4.  | "Famous"                                             | Nissen Morten Ristorp Fabian Egger Wolsing Jarah Gibson Jesper Borgen            | Hennedub Ristorp                | 2:50   |
| 5.  | "Bitter War" (featuring Ericka Jane)                 | Nissen Engelina Andrina Jeppe Federspiel Rasmus Stabell                          | Providers                       | 3:15   |
| 6.  | "Don't Let the Door Hit Ya" (featuring Brandon Beal) | Nissen Beal Frederik Nordsø Fridolin Nordsø                                      | Frederik Nordsø Fridolin Nordsø | 4:06   |
| 7.  | "Reasons"                                            | Nissen Coffee Jr. Frederik Nordsø Fridolin Nordsø                                | Frederik Nordsø Fridolin Nordsø | 3:41   |
| 8.  | "Hungover"                                           | Nissen Hayley Warner Ristorp Stefan Forrest                                      | Frederik Nordsø Fridolin Nordsø | 3:49   |
| 9.  | "Baby Making Interlude"                              | Nissen David Mørup Rune Rask                                                     |                                 | 2:27   |
| 10. | "First Time"                                         | Nissen Beal Frederik Nordsø Fridolin Nordsø                                      | Frederik Nordsø Fridolin Nordsø | 3:36   |
| 11. | "All About Sex"                                      | Nissen Beal Frederik Nordsø Fridolin Nordsø Grace Tither                         | Frederik Nordsø Fridolin Nordsø | 3:32   |
| 12. | "Heartbeat"                                          | Nissen Jeff Martens Gibson Borgen Ristorp                                        | Ristorp                         | 3:20   |

| 13. | "Heartbeat" (acoustic version) | Nissen Martens Gibson Borgen Ristorp | Ristorp | 3:31 |

| 1.  | "Naked"                                              | Christopher Lund Nissen Jesper Borgen Frederik Nordsø Fridolin Nordsø                             | Kid Joki                        | 3:08 |
| 2.  | "I Won't Let You Down" (featuring Bekuh Boom)        | Nissen Brandon O'Bryant Beal Henrik Bryld Wolsing Rebecca Johnson                                 | Hennedub                        | 3:41 |
| 3.  | "Tulips"                                             | Christopher Lund Nissen Clarence Coffee Jr. Frederik Nordsø Fridolin Nordsø                       | Frederik Nordsø Fridolin Nordsø | 3:27 |
| 4.  | "Limousine" (featuring Madcon)                       | Nissen Coffee Jr. Frederik Nordsø Fridolin Nordsø Tshawe Baqwa Yosef Woldemariam                  | Frederik Nordsø Fridolin Nordsø | 3:35 |
| 5.  | "Take Me Back" (Christopher og Matoma)               | Nissen Tom Stræte Lagergren Jussifer Jayrah Gibson                                                | Matoma                          | 2:59 |
| 6.  | "Free Fall"                                          | Christopher Lund Nissen Lars Quang Beal Rasmus Hedegaard Gibson August Fenger Jansson Milli Naomi | Hedegaard Jansson               | 3:10 |
| 7.  | "Famous"                                             | Nissen Morten Ristorp Fabian Egger Wolsing Jarah Gibson Jesper Borgen                             | Hennedub Ristorp                | 2:51 |
| 8.  | "Bitter War" (featuring Ericka Jane)                 | Nissen Engelina Andrina Jeppe Federspiel Rasmus Stabell                                           | Providers                       | 3:15 |
| 9.  | "Don't Let the Door Hit Ya" (featuring Brandon Beal) | Nissen Beal Frederik Nordsø Fridolin Nordsø                                                       | Frederik Nordsø Fridolin Nordsø | 4:06 |
| 10. | "Reasons"                                            | Nissen Coffee Jr. Frederik Nordsø Fridolin Nordsø                                                 | Frederik Nordsø Fridolin Nordsø | 3:41 |
| 11. | "Hungover"                                           | Nissen Hayley Warner Ristorp Stefan Forrest                                                       | Frederik Nordsø Fridolin Nordsø | 3:50 |
| 12. | "Baby Making Interlude"                              | Nissen David Mørup Rune Rask                                                                      |                                 | 2:28 |
| 13. | "First Time"                                         | Nissen Beal Frederik Nordsø Fridolin Nordsø                                                       | Frederik Nordsø Fridolin Nordsø | 3:36 |
| 14. | "All About Sex"                                      | Nissen Beal Frederik Nordsø Fridolin Nordsø Grace Tither                                          | Frederik Nordsø Fridolin Nordsø | 3:32 |
| 15. | "Heartbeat"                                          | Nissen Jeff Martens Gibson Borgen Ristorp                                                         | Ristorp                         | 3:20 |
| 16. | "Heartbeat" (acoustic version)                       | Nissen Martens Gibson Borgen Ristorp                                                              | Ristorp                         | 3:31 |
| 17. | "Free Fall" (unplugged)                              | Christopher Lund Nissen Lars Quang Beal Rasmus Hedegaard Gibson August Fenger Jansson Milli Naomi | Hedegaard Jansson               | 2:47 |
| 18. | "Naked" (unplugged)                                  | Christopher Lund Nissen Jesper Borgen Frederik Nordsø Fridolin Nordsø                             | Kid Joki                        | 3:01 |

## Hitlister

### Ugentelige hitlister
| Hitliste (2016)        | Højeste placering |
| ---------------------- | ----------------- |
| Danmark (Album Top-40) | 1                 |

### Årslister
| Hitliste (2016) | Placering |
| --------------- | --------- |
| Danmark         | 29        |